# Philippe Varin

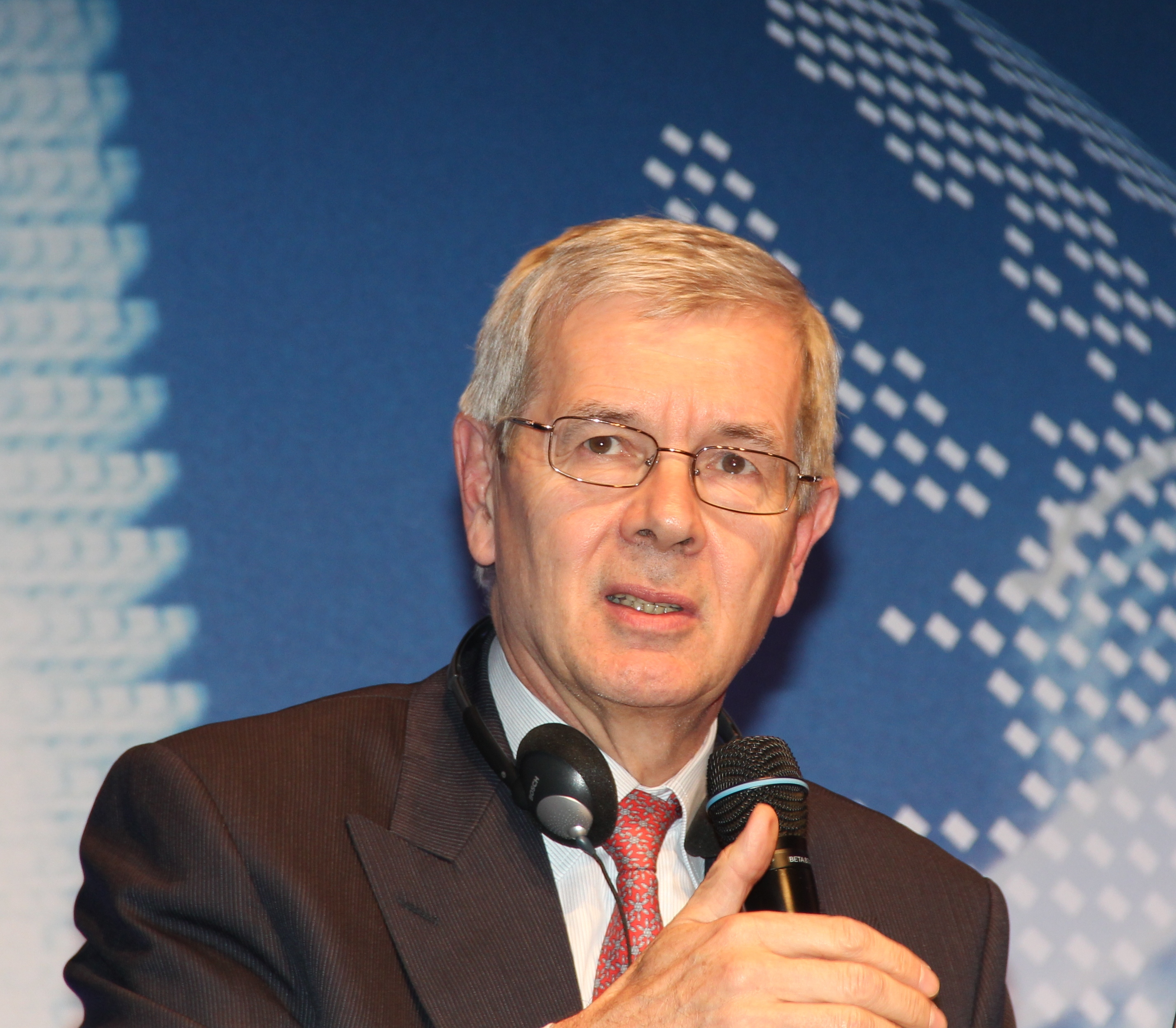
Philippe Varin – auf der Elektromobilitätskonferenz in Berlin 2013

Philippe Varin (* 8. August 1952 in Reims) ist ein französischer Manager.

## Leben
Varin besuchte das Lycée privé Sainte-Geneviève und studierte an der École polytechnique und an der École nationale supérieure des mines. Zwischen 2003 und 2007 sanierte und leitete er das Stahl- und Aluminiumunternehmen Corus. 2009 löste er Christian Streiff in der Unternehmensleitung des französischen Automobilherstellers PSA Peugeot Citroën ab. Im Jahr 2013 versuchte Varin, das Unternehmen aus der Verlustzone zu führen.
Varin setzte die Streichung von Tausenden von Stellen durch (u. a. eine Werksschließung), einen Gehaltsstopp und Investitionskürzungen bei PSA.
Ende November 2013 wurde Varins Rente, die ihm ab seinem 65. Geburtstag von Peugeot zugesagt wurde, Gegenstand großer öffentlicher Aufmerksamkeit, als bekannt wurde, dass Peugeot für diesen Fall etwa 21 Millionen Euro in seiner Bilanz zurückgestellt hat. Eine Gewerkschaft hatte die schon im Geschäftsbericht 2012 erwähnte Zahl kritisiert. Auch die Minister Pierre Moscovici und Arnaud Montebourg schlossen sich dem Protest an.
Varin wurde am 6. Dezember 2013 vom Aufsichtsrat des europäischen Verbands der Automobilhersteller (ACEA) zum neuen Präsidenten gewählt.
Varin wurde 2014 von Carlos Tavares abgelöst (bis August 2013 „zweiter Mann“ hinter Renault-Chef Carlos Ghosn).
Am 8. Januar 2015 wurde er von der Generalversammlung des Areva-Konzerns zum Präsidenten des Verwaltungsrates ernannt. Seit Mai 2020 ist er Präsident des Verwaltungsrats des Umweltkonzerns Suez.